# Hatakeyama (Klan)

Familienwappen der Hatakeyama

Die Hatakeyama (japanisch 畠山氏 Hatakeyama-shi) waren eine Familie des japanischen Schwertadels, die von Taira no Takamochi abstammt. Nach dem Genpei-Krieg wurde die Familie das Opfer einer Palastintrige. Das Familienoberhaupt Hatakeyama Shigetada und sein Sohn Shigeyasu wurden im Jahre 1205 auf Befehl von Hōjō Tokimasa, dem Regenten des Kamakura-Shōgunats, hingerichtet.
Nach dem Aussterben der ursprünglichen Familie heiratete Ashikaga Yoshizumi die Witwe von Hatakeyama Shigeyasu und übernahm den Namen und Vorsitz der Familie als Hatakeyama Yoshizumi. Yoshizumi konnte seine Abstammung auf die Seiwa Genji zurückführen.
Während des Ashikaga-Shogunats waren sie neben den Shiba und den Hosokawa eine der drei Familien (三管領 sankanrei), aus denen der Kyōto Kanrei als Statthalter des Shoguns gewählt werden konnte.

## Geschichte
- Yoshizumi (義純), ein Sohn von Minamoto (Ashikaga) Yoshikane, wurde von Hōjōj Tokimasa (北条 時政; 1138–1215) ausgewählt, den Namen Hatakeyama wiederzubeleben. Er heiratete die Witwe von Hatakeyama Shigeyasu, eine Tochter Tokimasas, und erhielt im Jahr 1205 die Domäne Hatakeyama.
- Kunikiyo (国清; † 1364), Nachfahre Yoshizumis in der 6. Generation, begleitete 1335 Ashikaga Tadayoshi in seinem Feldzug gegen Nitta Yoshisada (新田 義貞; 1300–1338), folgte Ashikaga Takauji nach Kyūshū und wurde Militärgouverneur (shugo) der Provinzen Izumi und später Kii, sowie 1351 Izu und Musashi. Nachdem Ashikaga Motouji (足利 基氏; 1340–1367) nach Kamakura als Verwalter der Kantō-Gegend (Kantō kubō) geschickt wurde, wurde Kunikiyo 1353 sein Statthalter (Kantō shitsuji). 1358 wurde ihm befohlen Nitta Yoshioki (新田 義興; † 1358) zu töten und so ertränkte er ihn im Rokugō-gawa. Kunikiyo nahm an den Feldzügen Ashikaga Yoshiakiras gegen Kusunoki Masanori teil, einem führenden Feldherrn des Südhofes.[1] 1361 verlor er die Gunst des Shōguns, zog sich auf die Burgen von Mito, Kanayama und dann Shuzenji in der Provinz Izu zurück, bis er im Folgejahr endgültig besiegt wurde, nach Kyoto floh und schließlich in die Provinz Yamato, wo er verarmt starb.[2]
- Yoshifuka/Yoshitō (義深; 1331–1379) war auf der Seite seines älteren Bruders Kunikiyo und ersetzte ihn, als dieser in Ungnade gefallen war. Er besiegte Shiba Takatsune (斯波 高経; 1305–1367) und erhielt dafür die Provinz Echizen als Militärgouverneur.[3]
- Motokuni (基国; 1352–1406), ein Sohn Yoshifukas, tauschte 1380 mit Shiba Yoshimasa Echizen gegen dessen Provinz Etchū. Als Kusunoki Masanori sich 1383 wieder dem Südhof anschloss, erhielt er dessen Provinz Kawachi sowie 1391 Teile der Provinz Noto. Nach der Meitoku-Rebellion der Yamana, kam für einige Jahre die Provinz Yamashiro hinzu und er erhielt den unter anderem den Posten des Behördenleiters für die Angelegenheiten der Vasallen (Samuraidokoro) und wurde 1398 wurde er als erster der Familie Kyōto Kanrei. Diesen Posten hielt er bis 1405. Mit der Unterwerfung Ōuchi Yoshihiros (大内 義弘; 1356–1399) in der Ōei-Rebellion (応永の乱) und Eroberung von dessen Provinz Kii 1399 herrschte er gleichzeitig über vier Provinzen, wobei er zeitweilig noch Owari und Ise hielt.[4]
  - Mitsuie (満家; 1372–1433), Motokunis Sohn, war ebenfalls an der Unterdrückung von Ōuchi Yoshihiros Rebellion beteiligt, dafür aber nicht vom Shogun Ashikaga Yoshimitsu belohnt. Nach dem Tod seines Vaters wurde Mitsuie abermals von Yoshimitsu übergangen, der den Besitz seines Vater Mitsuies jüngerem Bruder gab, und erst der neue Shogun Ashikaga Yoshimochi gewährte Mitsuie sein Geburtsrecht und in dem er ihm 1408 Kii, Etchū und Kawachi übertrug. Unter Yoshimochi wurde er 1410 Kanrei, jedoch 1412 durch Hosokawa Mitsumoto (細川 満元; 1378–1426) abgelöst, aber unter Nachfolger Ashikaga Yoshikazu 1421 wieder eingesetzt und behielt den Posten bis 1429. Später erhielt er die Provinz Yamashiro.[5]
    - Mochikuni (持国; 1397–1455) war ein Sohn Mitsuies. Im Jahr 1441 schor er sein Haupt, wurde Mönch und nannte sich Tokuhon (徳本). Im folgenden Jahr wurde er zum Kanrei ernannt, aber 1445 von Hosokawa Katsumoto abgelöst. Nachdem dieser 1449 davon entbunden wurde, erhielt Mochikuni abermals dieses Amt, bevor er 1452 davon zurücktrat. Er adoptierte seinen Bruder Mochitomo (持富; † 1452), da er kinderlos war, aber dann wurde ihm ein Sohn, Yoshinari, geboren, was nach Mochikunis Tod, der ebenfalls einen Sohn hatte, zu Erbstreitigkeiten und Entzweiung der Familie führte.[6]
      - Masanaga (政長; 1442–1493), Sohn Mochitomos und jüngerer Bruder Yasaburōs (弥三郎), der sich an Hosokawa Katsumoto wandte, um seinen Anspruch durchzusetzen, so dass Yoshinari 1454 nach Iga fliehen musste, aber nach einer Intervention von Shōgun Ashikaga Yoshimasa zurückkehren konnte. Nach dem Tod Yasaburōs begannen die Auseinandersetzungen 1460 erneut und Yoshinari musste sich geschlagen geben. Kurz danach wurde Masanaga 1464 zum Kanrei ernannt. – Wenig später begann der Ōnin-Krieg. Yoshinari kämpfte auf der Seite von Yamana Sōzen (山名 宗全; 1404–1473), Masanaga auf der Seite von Hosokawa Katsumoto. Masanaga verlor 1467 seinen Posten als Kanrei. Auf beiden Seiten wechselten Erfolg und Misserfolg, der Krieg endete vorläufig 1485. Nach Yoshinaris Tod flammte 1493 der Streit wieder auf, Masanaga griff Yoshinaris Sohn Yoshitoyo in Kawachi an, wurde geschlagen und nahm sich darauf das Leben.[7]
        - Naonobu (尚順; 1475–1522), ein Sohn Masanagas, folgte Shōgun Ashikaga Yoshitane auf dessen Feldzug gegen Sasaki Takayori und zog sich dann 1492 in die Provinz Kii zurück. 1504 überließ er seine Burg Takaya (Kawachi) seinem Sohn Tanenage, schor sein Haupt und entsagte der Welt. Dreißig Jahre später führte er sich aggressiv auf, wurde festgenommen und 1521 in die Provinz Awaji in die Verbannung geschickt. Dort starb er kurz darauf.
          - Takamasa (高政; † 1576), Masakunis Sohn und somit ein Enkel Naonobus, erbte die Provinz Kawachi. Er kämpfte gegen Miyoshi Nagayoshi (三好 長慶; 1522–1564), wurde aber von diesem 1559 besiegt. Er schlug sich besser im folgenden Jahr gegen Miyoshi Yoshikata (三好 義賢; 1527?–1562). 1558 erhielt er vom Shōgun Ashikaga Yoshiaki die Burg Takaya zurück, die ihm Nagayoshi abgenommen hatte. – Es war dann Yuza Nobunori, einer seiner Vasallen, der ihm die 1573 Burg Takaya abnahm und seinen Sohn Terutaka tötete. Takamasa brachte Truppen zusammen und versuchte sich zu rächen, aber vergeblich. Dann kam Oda Nobunaga, schlug Nobunori, behielt dann aber die Burg Takaya für sich. – Takamasa lebte noch drei Jahre im Elend. 1575 ließ er sich taufen.

      - Yoshinari/Yoshihiro (義就; † 1490) war Mochikunis leiblicher Sohn, der die Nachfolge an Stelle des adoptierten Masanaga übernehmen sollte. Masanaga wehrte sich dagegen, und so führte Yoshinari ein Leben lange einen Kampf gegen seinen Rivalen. Als Hosokawa Katsumoto Masanaga unterstützte, musste Yoshinari 1445 in die Provinz Iga fliehen. Nach einer kurzen Friedensperiode wurde der Krieg wieder aufgenommen. Yoshinari zog sich nach 1460 Kawachi zurück und schließlich in das Bergkloster Kōya. Als der Ōnin-Krieg begann, wurde er von Yamana Sōzen unterstützt und kämpfte bis zu seinem Tode 1493.
        - Yoshitoyo (義豊; † 1499) war ein Sohn Yoshinaris. 1493 bekämpfte ihn Shōgun Yoshitane, zusammen mit Masanaga, in Kawachi. Yoshitoyo, unterstützt von Hosokawa Masamoto (細川 政元; 1466–1507), besiegte die Armee des Shōgun und tötete seinen Onkel Masanaga, fiel jedoch auch in der Schlacht.
          - Yoshihide (義英; † 1532), ein Sohn Yoshitoyos, residierte in der Burg Takaya. 1507 wurde er von Hatakeyama Naobu belagert, hielt ein ganzes Jahr aus, floh dann aber in die Provinz Izumi. Nachdem er 1511 wieder zurück war auf seiner Burg Takaya, wurde er zwar von den Miyoshi unterstützt, verlor aber gegen Hosokawa Harumoto (1514–1563) und nahm sich das Leben.

  - Mitsunori (満慶; 1372–1432) erhielt obwohl der jüngere Sohn nach dem Tod seines Vaters Motokuni 1406, dessen vier Provinzen. Nach dem Tod des Shoguns Shogun Ashikaga Yoshimitsu 1408, nahm der neue Shogun Ashikaga Yoshimochi diese Entscheidung seines Vorgängers zurück und ließ Mitsunori nur noch die Provinz Noto.[5] Er begründete damit den Noto-Zweig der Hatakeyama,[8] der auf Burg Nanao residierte.
    - Yoshimune (義統; † 1497), Mitsunoris Urenkel, gehörte zum Noto-Zweig der Hatakeyama. Während des Ōnin-Kriegs schloss er sich auf Befehl des Shogunats Hatakeyama Yoshinari und Yamana Sōzen gegen Hosokawa Katsumoto an. 1493 stand er beim Staatsstreich Hosokawa Masamotos auf der Seite des Shoguns Ashikaga Yoshitane.[9]
      - Yoshitaka (義隆; † 1576) war ein Sohn Yoshitsunas, wurde nach der Ermordung seines Bruders Yoshinori (義慶; 1554–1574) Herr über Noto, erlag aber bereits zwei Jahre später einer Krankheit. Im Folgejahr wurde die Familienburg von Uesugi Kenshin eingenommen und dieser Zweig seiner Macht beraubt.[10]

Mit dem Tode Takamasas und Yoshitakas war die Macht der Hatakeyama zu Ende, obwohl es noch weitere Nachfahren gab. Das Museum Hatakeyama Kinenkan in Tokyo bewahrt Schätze des Noto-Zweiges auf und macht sie der Öffentlichkeit zugänglich.